# Делчо Байчев
Делчо Димов Байчев е български партизанин, политически офицер, генерал-майор.

## Биография
Роден е на 20 май 1922 г. в старозагорското село Голобрадово. От 1937 г. е член на РМС, а от 1943 г. и на БКП. Завършва основното училище в родното си село. След това учи в Чирпанската гимназия, но е изключен за комунистическа дейност и се завръща в селото си, за да работи. През март 1942 г. става партизанин в първа средногорска бригада „Христо Ботев“. От 28 септември 1944 г. е помощник-командир на трето артилерийско отделение от десети дивизионен артилерийски полк. По-късно е помощник-командир на дружина в Сливен и Елхово. Завършва Военнополитическата академия „Ленин“ в Москва. В отделни периоди е заместник-началник на политически отдел на трета армия, началник на политическия отдел на Министерството на народната отбрана и секретар на Партийния комитет при ГлПуна. Награждаван е с орден „Народна република България“ – II ст. (16 юни 1972) и орден „Георги Димитров“ (1982) Умира на 18 януари 2015 г. в гр. София.